# Marios Mpatīs
Marios Mpatīs (in greco Μάριος Μπατης?; Keratsini, 20 giugno 1980) è un allenatore di pallacanestro ed ex cestista greco.